# Hypermodernité
 (juin 2025).
L'hypermodernité désigne, pour certains penseurs et chercheurs contemporains, l'épistémè qui succède à la modernité et la postmodernité. Elle est aussi considérée comme un espace — puisque dans d'autres espaces il est possible de vivre avec d'autres visions du monde — où des individus et des communautés redéfinissent leurs regards sur les humains et leur environnement, sur leurs pratiques sociales, dans le but d'assurer soit leur survie et au mieux, leur épanouissement personnel en exacerbant certains principes de la modernité. 
L'ère de la métamorphose numérique est particulièrement propice à de tels excès, à la prévalence de l'hyper (de l'hyper-réactivité, de l'hyper-connexion),.

## Historique
Selon Nicole Aubert, l'individu hypermoderne précède le modèle de société hypermoderne. Le type de personnalité que nous qualifions d’ « hypermoderne » émerge dans les années 1970, en Europe occidentale et en Amérique du Nord.
La société hyper-moderne émerge elle-même ultérieurement après ces premiers modèles dont l'art et la culture peuvent se faire l'écho.
Cette émergence s'affirme avec netteté dans les années 1990-2000 dans les sociétés économiquement développées par les traits suivants d'une société où tout est exacerbé :
- dans les échelles en jeu de la globalisation des marchés et des flux commerciaux ;
- dans l'instantanéité des phénomènes perçus via des médias glocalisées qui éclatent les limites spatio-temporelles de la modernité ;
- dans les mécanismes sociaux-économiques poussés à l’hypertrophie même en matière de consommation avec l'hyper-consommation, de concurrence avec les phénomènes de monopoles mondiaux et de profit avec la financiarisation ;
- dans la recherche individuelle ou collective de jouissance, de santé voire de bien-être avec la sur-médication, par le culte du corps avec la chirurgie esthétique ;
- dans la manifestation de violences pratiquées par de nouvelles catégories de personnes (de plus en plus jeunes), du chômage de masse au terrorisme en passant par le phénomène des gangs urbains masculins voire féminins ;
- dans la perte des repères sociaux et moraux collectifs et individuels où les corps intermédiaires (églises, syndicats, partis politiques) perdent leur légitimité.

## Une modernité incontestée mais pétrie d'échecs
L'hypermodernité présente sur bien des points des caractéristiques similaires à la modernité. Car l’hypermodernité n’est pas une mise en cause de la modernité quant à certains de ses principes – émancipation, usage de la raison, orientation vers l’avenir, pratique du contrat, de la convention et du consentement. Plus subtilement, le nouveau vocable d'une modernité en hypertension marque la prise de conscience des échecs provisoires d'une modernité dépassée.
Parmi les échecs incontestés : l'atteinte grave, voire irrémédiable, à la nature, à ses ressources et sa biodiversité, négation de la connaissance subtile de l’intériorité de l’homme par des technologies oppressantes, ruptures des apprentissages sociaux par la désagrégation des rites et des liens, dans une accélération générale des rythmes individuels et collectifs.
Au niveau de la « laïcisation » de ces valeurs et de ces pratiques, l’épistémè de l'hypermodernité aurait une « présence » encore très empreinte du sacré et de besoin d'irrationnel, échappatoires à la perte de vision et de sens.

## Contestation radicale ou dépassement sans issue de la modernité

### Regards sociologiques
Gilles Lipovetsky propose sa lecture de l'hypermodernité toute puissante sans passer par la case post-modernité et notamment à travers le prisme de l'hyperconsommation : « Notre époque n’est pas celle de la fin de la modernité, mais celle qui enregistre l’avènement d’une nouvelle modernité : l’hypermodernité. Un peu partout nos sociétés sont emportées par l’escalade du toujours plus, toujours plus vite, toujours plus extrême dans toutes les sphères de la vie sociale et individuelle : finance, consommation, communication, information, urbanisme, sport, spectacles… Nullement une post-modernité mais une modernisation hyperbolique, le parachèvement de la modernité ».
Jusqu’alors la modernité fonctionnait encadrée ou freinée par tout un ensemble de contrepoids et contre-modèles. Cette époque s’achève. La société qui s’agence est celle dans laquelle les forces oppositionnelles à la modernité démocratique et individualiste ne sont plus structurantes, où les grandes visées alternatives ont disparu, où la modernisation ne rencontre plus de résistances organisationnelles et idéologiques de fond. On peut dès lors définir l’hypermodernité par la radicalisation des trois logiques constitutives de l’âge moderne, à savoir,
- la technoscience ;
- le marché ;
- l’individu et sa transcription politique, la démocratie.

Une radicalisation qui se déploie au travers des processus de rationalisation mais aussi de l’intensification de la compétition et de la commercialisation quasi générale des modes de vie. (cf. Institut paul Bocuse, Cycles de conférences « Grands Témoins » sur le thème de « l’hypermodernité », Extrait de la conférence de Gilles Lipovetsky - 4 octobre 2010).
François Ascher propose également sa lecture de l'hypermodernité, formulation d'une « troisième modernité » qui s'illustre par des développements considérables dans les techniques de transport et de stockage (le stockage est le corrélat du mouvement) des personnes, des biens et surtout des informations. De fait, les informations jouent un rôle central dans la dynamique de passage au capitalisme cognitif. Cette extension quantitative et qualitative du mouvement s’ajoute aux dynamiques d’individualisation et de différenciation, qui contribuent à faire émerger de nouvelles formes de structuration de la société. La métaphore de l’hypertexte permet alors de rendre compte de ce nouveau type de société constituée d’une sorte de feuilletés de champs sociaux (le travail, la famille, le quartier, etc.) qui ont chacun leurs propres valeurs et règles sociales et qui sont reliés par des individus qui appartiennent simultanément à ces différents champs. Ainsi, la société est doublement structurée, par les champs sociaux et par les individus, comme les hypertextes sont doublement structurés par les syntaxes des textes et par les mots qui font lien entre les textes. Le préfixe « hyper » de l’hypermodernité exprime ainsi à la fois l’exagération de la modernité et sa structure à « n » dimensions.

### Regards psychologiques et psychanalytiques
En psychanalyse, l'hypermodernité apparaît comme une crise de l'autonomie doublée d'une crise de l'acceptation de l'altérité. Paul-Laurent Assoun a développé un article sur ce sujet dans le livre L'Individu hypermoderne (sous la direction de Nicole Aubert, Érès 2006) intitulé "Jouissance du malaise. L'hypermoderne à l'épreuve de la psychanalyse". Elsa Godart dans "La psychanalyse va-t-elle disparaître ?" (Albin michel, 2018) développe une psychopathologie de la vie hypermoderne dans laquelle elle met en exergue nombres de malaises et de symptômes produits par la société hypermoderne. Elle établit une "nosographie des pathologies de l'hypermodernité" qu'elle répertorie en six catégories : les pathologies de la limite, de l'objet, du moi, de l'angoisse, du vide et du lien. Elle analyse aussi bien les rapports à l'image (qu'elle appelle "le narcissisme social" à la suite de son travail sur le selfie ("Je selfie donc je suis", Albin Michel, 2016)que la clinique de l'errance, du regard, que les comportements odalisque ou encore la figure de l'Hikikomori ou celle du "ghosting". Elle insiste sur l'importance de l'émergence d'un nouveau rapport à l'angoisse - une sorte de "nervosisme hypermoderne"- qui invite à interrogation profonde autour des subjectivités et développé à ce titre toute une réflexion autour des "métamorphoses des subjectivités". Ainsi, à partir de cette psychopathologie de la vie hypermoderne, l'auteure " invite la clinique à se pencher sur ce nouvel ethos que nous constituons et ce, en faisant appel aux outils et aux techniques qui sont ceux de la psychanalyse.
Chaque époque génère ses propres symptômes. La psychanalyse doit être capable de s'adapter au monde hypermoderne en questionnant l'époque dans laquelle elle évolue". (p. 16). 

## De nouveaux profils d'individus

### Des modes de survies en hypermodernité distincts de la modernité
Il est très difficile de comparer l'épistémè de l'hypermodernité et celle qui la précède. Dans la modernité existait encore une sorte de sélection naturelle des individus par la maladie et l’accident. Par ailleurs, la société sélectionnait ses individus déviants en les envoyant dans les structures militaires et civiles du colonialisme. À la croisée des dynamiques individuelles et collectives, les accidents du travail, par exemple, amputaient chaque année la population de milliers d’individus dont une partie était en situation d’addiction. Plus rien de tel dans l’hypermodernité. On y sauve quantité d’individus qui ont frôlé la mort depuis la vie intra-utérine jusqu’aux ordalies de l’adolescence. Il existe donc une population fragile de « jeunes » et de moins jeunes qui n’existait pas dans l’épistémè précédent. Dire qu’il y a plus d’addictions, de conduites asociales, etc. que dans l’épistémè moderne n’a donc de sens que si l’on précise ces conditions très différentes de survie de toute une partie de la population.

### Une sélectivité sociale plus éclatée qui perdure
Comme tout épistémè, l’hypermodernité a ses « gagnants » et ses « perdants » en matière d'individuation.
Le gagnant qui aura trouvé les nouveaux codes sociaux pourra vivre en jouissant de tous les attributs matériels et éventuellement spirituels que lui apporte l'hypermodernité: l'intensité gagne tous les compartiments de sa vie dans un épanouissement renouvelé.
Le perdant pourra vivre toutes les formes de délitement des sociétés occidentales dans le processus extrême d'individuation que le phénomène de SDF illustre : de l'échec personnel économique (chômage) et social (maladie, divorce), pertes de sens et de liens, vacuité des valeurs affichées, fuites.

### Une liberté source de stress pour un individu isolé
Comme l'indique une sociologue, Christine Castelain-Meunier pour expliquer la montée en puissance du stress chez les contemporains et les différentes somatisations, addictions voire déviances qui en découlent : « Hier, nous étions portés, encadrés. Aujourd’hui, nous sommes des électrons libres ! En cherchant à s’affranchir de tous les carcans, l’individu hypermoderne s’est retrouvé vulnérable. Il a finalement troqué les contraintes de jadis contre d’autres dépendances, au travail, au jeu, ou à Internet… ».
Les adolescents occidentaux ne sont pas en reste comme l'indiquent les travaux de Jocelyn Lachance. « À partir d’une enquête menée auprès de jeunes de 15 à 19 ans, le rapport au temps d’une nouvelle génération sommée de répondre à l’injonction d’autonomie dans un monde teinté d’incertitude », est décrit.
Alain Ehrenberg revient sur le Janus de l'homme hypermoderne (La Fatigue d'être soi, Extraits suivants p. 250-201), « déficitaire et compulsif » tout à la fois. La dépression le guette à chaque pas entre « implosion dépressive et explosion addictive pour faire face à l'immaîtrisable », « quand il ne s'agit plus de conquérir sa liberté mais de devenir soi et prendre l'initiative d'agir ». « La dépression est le garde-fou de l'homme sans guide (…), elle est la contrepartie du déploiement de son énergie. Les notions de projet, de motivation et de communication dominent notre culture normative ». « Défaut de projet, défaut de motivation, défaut de communication, le déprimé est l'envers exact de normes de socialisation » qui encombrent l'univers hypermoderne.

### La tension engendrée par des identités démultipliées
Pour Hugues de Jouvenel la tension hypermoderne est palpable à l'échelle globale et peut déboucher sur le bonheur ou l'horreur : « Un autre phénomène qui m’a semblé saisissant est celui dit des « appartenances multiples ». Je peux être citoyen de mon village, de mon pays, de l’Europe, de la Méditerranée comme du monde, tout en me réclamant d’autres appartenances, religieuses ou parareligieuses, culturelles, professionnelles… La question qui alors se pose est celle de savoir ce qui fonde ces communautés d’appartenance et, surtout, si cette diversité joue en faveur d’un heureux métissage identitaire, marque de la modernité à venir, ou au contraire entraîne des phénomènes de crispation voire de radicalisation, sinon de schizophrénie, qui pourraient être à l’origine de nouvelles tensions ou de nouveaux conflits, intérieurs à chaque individu ou entre groupes sociaux se réclamant de valeurs, de croyances, de cultures différentes » (cf. Futurible. Juillet/Août 2007, Éditorial).

### Des voies d'apaisement individuels et collectifs?
Sur le plan individuel, l'humain hypermoderne qui vit dans une horizontalité globale, ou confinée, peut trouver une solution à sa déstructuration programmée en cherchant un sens à sa vie. 
Le succès des approches liées au sens de la vie ou de développement personnel constitue un témoin de ces aspirations qui peuvent être captées avec perte et fracas par les sectes en mal d'agents serviles. Sur le plan collectif, l'hypermodernité doit trouver les voies des priorités à résoudre par l'action concrète par de multiples réseaux sociaux innovants dont la coordination communautarisée s'avère de plus en plus sophistiquée. Le ralentissement du rythme de vie et la simplification des modes de vie, la moindre dépendance à une société de consommation, un temps social et de bien-être préservés, la sanctuarisation des espaces et espèces menacées sont sans doute les signes d'une recherche d'apaisement, à travers de multiples expériences. 
C'est là une preuve que l'histoire de nos sociétés hypermodernes demeure à écrire et à réinventer, comme le revendique aujourd'hui Pierre-Antoine Chardel dans ses travaux (en particulier dans L'empire du signal. De l'écrit aux écrans, CNRS Éditions, 2020).